# تون فن رنترخم
تون فن رنترخم (هلندی: Toine van Renterghem; ۱۷ آوریل ۱۸۸۵ – ۱ مارس ۱۹۶۷) بازیکن فوتبال اهل هلند بود.
وی همچنین در تیم ملی فوتبال هلند بازی کرده‌است.